# Taba Sating
Taba Sating is een bestuurslaag in het regentschap Kepahiang van de provincie Bengkulu, Indonesië. Taba Sating telt 602 inwoners (volkstelling 2010).